# سبيل الرعاية

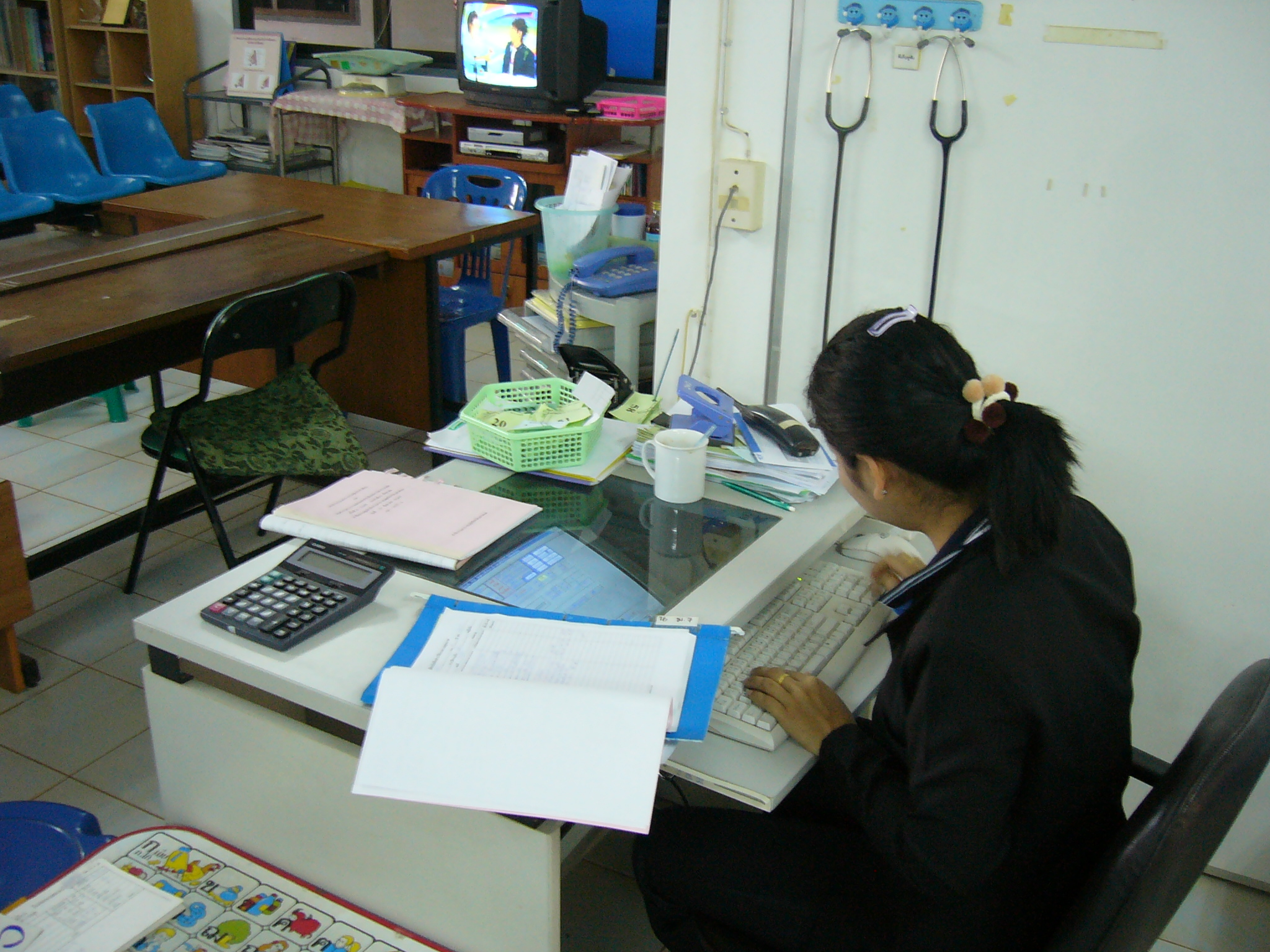

سبيل الرعاية هو مخطط متعدد التخصصات للرعاية التي يفترض تقديمها إلى جمهرة من المرضى المتشابيهن سريرياً، ويأخذ شكل مستند ديناميكي يحدد الإجراءات السريرية المطلوبة في تدبير المريض ضمن إطار زمني محدد وذلك خلال رحلته في سبيل الرعاية.
ثمة مصطلحات مرادفة أو قريبة من «سبيل الرعاية» ومنها سبيل الرعاية المتكامل، السبيل السريري، السبيل النقدي، وخطة الرعاية.
يعد سبيل الرعاية من الأدوات الرئيسية في إدارة جودة الرعاية الصحية المعنية حيث يهدف إلى تقييس عمليات الرعاية الصحية. يعتمد سبيل الرعاية على الدليل السريري إضافة إلى دراسات اقتصادية من أجل توجيه سير الرعاية. وقد تبين أن تطبيق هذه الأداة يقلل من التنوع غير المبرر في الممارسة السريرية ويحسن نتائج الرعاية.